# Val i Danmark
Val i Danmark hålls på fyra nivåer, vid tre olika tillfällen: 
- Val till Europaparlamentet hålls vart femte år. Röstberättigade är danska medborgare som bor i ett EU-land samt EU-medborgare som bor i Danmark (det är dock bara tillåtet att rösta i ett land). Av parlamentets 720 ledamöter kommer 15 från Danmark.[1]
- Val till Folketinget hålls senast fyra år efter föregående val. Röstberättigade är danska medborgare som bor i Danmark[2]
- Kommun- och regionval hålls vart fjärde år. Röstberättigade är alla medborgare som bor i kommunen/regionen och som är medborgare i ett EU-land, Norge eller Island eller har bott i Danmark minst tre år vid valdagen.[3]